# 후요와카슈
후요와카슈(일본어: 風葉和歌集)는 가마쿠라 막부 중기의 와카슈이다. 후지와라노 다메이에(藤原為家)와 4명의 사람이 고사가 천황(後嵯峨天皇)의 황후인 오미야인(大宮院)(西園寺姞子・姞=［女吉］)의 의뢰를 받아서 편찬했고 1271년에 성립되었다. 원래는 칙선집(勅撰集)과 같이 20항부가 제작되었지만, 필사본 2권이 현재는 소실되었다. 노래 개수는 1400개(겉본을 제외한 개수)이다.
헤이안중기에서 가마쿠라 초기에 걸쳐서 지어졌으며, 작중인물의 와카를 발췌했고 와카와 서로 비슷하다. 수록된 작품의 대부분은 지금은 존재하기 않고, 그저 후쿠요슈와 비슷한 점에 의해서만 대체로 알려져 있을 뿐이다. 풍부한 내용이 수록되어 있고, 무묘조시(無名草子)와 함께 일본에서 가장 귀중한 연구자료로 이용되고 있다.
히구치 요시오의 교주 王朝物語秀歌選(岩波文庫)에 "物語二百番歌合"와 함께 수록되어 있다.